# Чарыков, Василий Ильич
Василий Ильич Чарыков (1923—2009) — советский и российский художник и график; также педагог, профессор кафедры рисунка художественно-графического факультета Московского государственного заочного педагогического института (МГЗПИ, ныне Московский государственный гуманитарный университет имени М. А. Шолохова.

## Биография
Родился 10 ноября 1923 года в селе Первое Уварово Тамбовской губернии.
В ноябре 1941 года был призван в Красную армию и стал участником Великой Отечественной войны.
В 1962 году окончил Московский художественный институт имени В. И. Сурикова. Его творческая деятельность началась в 1963 году. Работал Василия Чарыков в технике линогравюры в жанре пейзажа и портрета. Основные работы — серии линогравюр «Счастливое детство», «Земля», «Первенец», «В степи», «Пшеница созревает», «На сенокосе». Член Союза художников СССР с 1967 года. Был членом КПСС.
Был участником художественных выставок разного уровня: республиканских — «Советская Россия» (1965, 1968, 1970, 1975, 1980, 1985,1991); зональных — «В едином строю» (1964, 1967), «Центральные северные области» (1969, 1974), «Подмосковье» (1980, 1984, 1990); региональных — выставки произведений художников Московской области в Ступино (1963); передвижной районной выставки в Косино (1965); художественной выставки «Моё Подмосковье» в Центральном выставочном зале (1968); художественной областной выставки «30 лет Победы» (1975); юбилейной выставки «50 лет МООСХ» (1996).
Много лет занимался преподавательской деятельностью в МГГУ имени М. А. Шолохова, в числе его учеников — художник Юрий Сергеевич Юдаев.
Умер в 2009 году в Москве.

## Заслуги
- В. И. Чарыков был награждён орденами Отечественной войны II степени и «Красной звезды»; также медалями, среди которых «За отвагу», «За оборону Кавказа», «За победу над Германией в Великой Отечественной войне 1941—1945 гг.», «За доблестный труд в ознаменовании 100-летия со дня рождения В. И. Ленина», «Ветеран труда» и юбилейные награды.
- Удостоен нагрудных знаков «Отличник народного просвещения», «Отличник просвещения СССР», «За отличные успехи в работе» в области высшего образования СССР.
- Награждён; почётными грамотами Министерства просвещения СССР, ЦК профсоюза работников просвещения высшей школы и научных учреждений (за успешную подготовку кадров народного образования); почётными грамотами МГГУ имени М. А. Шолохова.